# Château des Sacrots
Le château des Sacrots est un édifice situé à Agonges, en France.

## Localisation
Le château est situé sur le territoire de la commune d'Agonges, dans le département de l'Allier, en région Auvergne-Rhône-Alpes.

## Description
Le château date du XVIIe siècle, il est constitué d'un logis flanqué de deux tours carrées à lanternon et percé de baies régulières à bossages vermiculés. Avec ses dépendances, il s'inscrit dans un enclos fermé par un portail monumental avec deux pavillons d'entrée.

## Historique
Le château des Sacrots est un logis du XVIIe siècle.
Le château (y compris ses décors intérieurs, ses dépendances, son jardin avec ses pavillons et sa clôture) est inscrit au titre des monuments historiques en 2001.